# Јупка (Мехединци)
Јупка (рум. Iupca) насеље је у Румунији у округу Мехединци у општини Бала. Oпштина се налази на надморској висини од 211 m.

## Становништво
Према подацима из 2002. године у насељу је живело 171 становника, од којих су сви румунске националности.